# Шахрайки (фільм)
Шахрайки (англ. The Hustle) — американська кінокомедія режисера Кріса Еддісона. Фільм є римейком комедії 1988 року «Неприторенні шахраї», що, своєю чергою, є римейком кінострічки 1964 року «Казка на ніч». У головних ролях знялися Енн Гетевей та Ребел Вілсон. Прем'єра фільму відбулася 10 травня 2019 року.

## Синопсис
Пенні Руст — молода дрібна аферистка, яка обманним шляхом змушує чоловіків давати їй гроші. Жозефіна Честерфілд — молода досвідчена шахрайка, яка обманює найбагатших людей світу. У них обох є кумир — легендарна невідома аферистка «Медуза».
Дві шахрайки вперше зустрілися під час подорожі Французькою Рив'єрою. Пенні дізнається, що її обдурила Жозефіна, проте вмовляє ту навчити її прийомів шахрайства.
Жозефіна та Пенні проводять змову проти багатьох багатих людей під назвою «Володар кілець», крадучи обручки. План спрацьовує, але Жозефіна відмовляється платити Пенні, тому що вона учениця. Пенні і Жозефіна роблять ставку на весь капітал Пенні в розмірі 500 000 доларів, використовуючи в якості жертви мільярдера Томаса Вестербурга, творця технологічного додатка під назвою YaBurnt.
Пенні прикидається сліпою, щоб Томас її запримітив, оскільки його бабуся також була сліпою. Водночас Жозефіна вдає із себе видатну окулістку та пропонує «лікувати» Пенні, використовуючи неортодоксальні методи. Це відбувається для того, щоб зблизитися з Томасом. Пенні використовує співчуття, отримане кількома жінками в клубі, щоб підстерегти Жозефіну у ванній кімнаті, коли вона проводить час наодинці з Томасом. У той час вона дізнається, що Томас – не мільярдер і що він має намір віддати на лікування Пенні свої останні гроші.
Пенні каже Жозефіні, що ставка знята, оскільки у неї зʼявилися деякі почуття до Томаса. Натомість Жозефіна змінює ставку з крадіжки грошей Томаса на крадіжку його почуттів. Щоб утримати її, Жозефіна каже жінкам, що Пенні збрехала про те, що сліпа, і вони приклеюють її руку до стіни.
Пізніше Жозефіна з'являється в готельному номері Томаса, намагаючись спокусити його. Пенні дізнається від готельного сервера, що Жозефіна не виходила з його кімнати, тому припускає, що вони займалися сексом. Наступного ранку Томас зізнається Пенні, що він заплатив за її лікування, але він повинен залишити Францію. Пенні повертає йому 500 000 доларів, і він летить літаком.
Жозефіна наздоганяє її та розповідає, що вони з Томасом ніколи не займалися сексом і що він обдурив її, закликаючи інвестувати 500 000 доларів у його компанію. Пенні розуміє, що вона також була обдурена ним; Томас повідомляє через текстове повідомлення, що його бабуся була тією самою шахрайкою «Медузою», хоча його почуття до Пенні були щирими.
Через два тижні Пенні залишає резиденцію Жозефіни. З симпатії Жозефіна дає їй гроші від спільної афери «Володар кілець». Їхнє прощання обривається, коли повертається Томас. Він пропонує їм працювати разом, щоб заробити ще більше грошей, на що Жозефіна і Пенні погоджуються. Потім вони разом проводять успішну аферу під час різдвяних свят, а Пенні і Томас відновлюють свої стосунки.

## Акторський склад
| Актор             | Роль                  |
| ----------------- | --------------------- |
| Ребел Вілсон      | Пенні                 |
| Енн Гетевей       | Жозефіна Честерфілд   |
| Алекс Шарп        | Томас                 |
| Дін Норріс        | Говард Бекон          |
| Інгрід Олівер     | інспектор Десджардінс |
| Тім Блейк Нельсон | Портной               |
| Емма Девіс        | Кеті                  |